# Lachine—Lac-Saint-Louis
Lachine—Lac-Saint-Louis fut une circonscription électorale fédérale du Québec, située sur l'île de Montréal. Elle fut représentée à la Chambre des communes de 1988 à 1997.
La circonscription de Lachine—Lac-Saint-Louis fut créée en 1987 à partir des circonscriptions de Lachine et de Notre-Dame-de-Grâce—Lachine-Est. Abolie en 1996, elle fut redistribuée parmi les circonscriptions de Lac-Saint-Louis et de Notre-Dame-de-Grâce—Lachine.

## Géographie
La circonscription comprenait:
- La cité de Dorval
- Les villes de Beaconsfield, L'Île-Dorval, Lachine et Pointe-Claire

## Députés
| Législature                                                                 | Années    | Député | Député           | Parti                     |
| --------------------------------------------------------------------------- | --------- | ------ | ---------------- | ------------------------- |
| Lachine—Lac-Saint-Louis issue de Lachine et Notre-Dame-de-Grâce—Lachine-Est |           |        |                  |                           |
| 34e                                                                         | 1988–1993 |        | Robert Layton    | Progressiste-conservateur |
| 35e                                                                         | 1993–1997 |        | Clifford Lincoln | Libéral                   |
| Dissoute parmi Lac-Saint-Louis et Notre-Dame-de-Grâce—Lachine               |           |        |                  |                           |